# Summer World University Games 2025/Teilnehmer (Kroatien)
| Gelbes Symbol für Goldmedaillen mit stilisierten Olympischen Ringen | Graues Symbol für Silbermedaillen mit stilisierten Olympischen Ringen | Braundes Symbol für Bronzemedaillen mit stilisierten Olympischen Ringen |
| ------------------------------------------------------------------- | --------------------------------------------------------------------- | ----------------------------------------------------------------------- |
| —                                                                   | 2                                                                     | 2                                                                       |

Kroatien nahm an den Summer World University Games 2025 vom 16. bis zum 27. Juli mit 35 Athleten (15 Männern und 20 Frauen) teil.

## Medaillen

### Medaillenspiegel
| Rang   | Sportart       | Gold | Silber | Bronze | Gesamt |
| ------ | -------------- | ---- | ------ | ------ | ------ |
| 1      | Leichtathletik | –    | 1      | –      | 1      |
| 2      | Rudern         | –    | 1      | –      | 1      |
| 3      | Taekwondo      | –    | –      | 2      | 2      |
| Gesamt | Gesamt         | 0    | 2      | 2      | 4      |

### Medaillengewinner
| Name/n                          | Sportart       | Wettkampf      |
| ------------------------------- | -------------- | -------------- |
| Silber                          |                |                |
| Veronika Drljačić               | Leichtathletik | 400 m          |
| Goran Mahmutović$Karlo Borković | Rudern         | Doppelzweier   |
| Bronze                          |                |                |
| Ivana Arelić                    | Taekwondo      | Kyorugi -62 kg |
| Vito Krpan                      | Taekwondo      | Kyorugi -87 kg |

## Teilnehmer nach Sportarten

### Bogenschießen
| Männer - Mihovil Srebren - Michael Čurić - Lovro Rušnjak - Leo Sulik | Frauen - Amanda Mlinarić - Mia Međimurec - Lara Drobnjak |

### Judo
| Männer - Marko Tomašević - Josip Bulić | Frauen - Karla Kulić |

### Leichtathletik
| Männer - Bruno Belčić - Andrej Belčić - Ivan Paravac - Lovro Nedeljković - Roko Farkaš | Frauen - Klara Andrijašević - Natalija Švenda - Veronika Drljačić - Lea Bubalo - Magdalena Perić |

### Rudern
| Männer - Karlo Borković (Doppelzweier, Mixed-Doppelvierer) - Goran Mahmutović (Doppelzweier, Mixed-Doppelvierer) | Frauen - Nina Farac (Doppelzweier, Mixed-Doppelvierer) - Lea Farac (Doppelzweier, Mixed-Doppelvierer) |

### Taekwondo
| Männer - Leon Hrgota - Vito Krpan | Frauen - Ivana Arelić - Nika Klepac - Mila Mastelić - Lucija Jazić |

### Tischtennis
Frauen
- Andrea Pavlović

### Turnen

#### Gerätturnen
Frauen
- Erin Bakran
- Christina Zwicker

#### Rhythmische Sportgymnastik
Frauen
- Tamara Artić